# Zyxomma atlanticum
Zyxomma atlanticum é uma espécie de libelinha da família Libellulidae.
É endémica do Uganda. Os seus habitats naturais são: florestas subtropicais ou tropicais húmidas de baixa altitude e áreas húmidas dominadas por vegetação arbustiva.